# Olpium milneri
Espèce
Olpium milneri est une espèce de pseudoscorpions de la famille des Olpiidae.

## Distribution
Cette espèce est endémique de Socotra au Yémen.

## Publication originale
- Mahnert, « Pseudoscorpions (Arachnida: Pseudoscorpiones) of the Socotra Archipelago, Yemen.  », Fauna of Arabia,, vol. 23,‎ 2007, p. 271-307.